# Bill Sherman
Bill Sherman (New York, 1981) è un compositore statunitense.
Nel corso della sua carriera ha lavorato a musical molto noti come Hamilton, In the Heights e Sesame Street, vincendo premi di rilievo come Grammy Awards, Tony Awards e Premi Emmy.

## Biografia

### Lavoro con Lin-Manuel Miranda
Dopo aver conseguito nel 2002 una laurea presso la Wesleyan University, nel 2003 prende parte a un progetto dell'ex coinquilino Lin-Manuel Miranda, il collettivo comico e musicale  Freestyle Love Supreme. Nello stesso periodo lavora con Miranda sulle musiche del musical In the Heights, destinato a diventare un grande successo di pubblico e di critica negli anni successivi. Per il suo lavoro al progetto, Sherman vince un Tony Award alla miglior orchestrazione e un Grammy Award al miglior album di un musical teatrale. Nel 2015 collabora nuovamente con Miranda per le musiche del celebre Hamilton, per le quali vince nuovamente il Grammy Award al miglior album di un musical teatrale.

### Sesame Workshop Shows
Nel corso della sua carriera, Sherman è stato nominato direttori di molti spettacoli afferenti al progetto Semame Workshop. Fra gli altri, Sherman dirige stabilmente Sesame Street, progetto per il quale ha composto circa 3000 canzoni. Tre di queste canzoni gli hanno garantito la vittoria di tre Premi Emmy alla miglior canzone originale: si tratta di What I Am, The Power of Yet e A Song about Songs.